# Rupéreux
Rupéreux är en kommun i departementet Seine-et-Marne i regionen Île-de-France i norra Frankrike. Kommunen ligger i kantonen Villiers-Saint-Georges som tillhör arrondissementet Provins. År 2022 hade Rupéreux 102 invånare.

## Befolkningsutveckling
Antalet invånare i kommunen Rupéreux
| Referens: INSEE |